# Boqueirão (jornal)
O Boqueirão, inicialmente chamado de Boqueirão News, é um jornal gratuito publicado desde 25 de março de 1986, no município de Santos, em São Paulo. O jornal iniciou com uma tiragem de 5.000 exemplares por semana, que hoje é de 30.000, é distribuído em Santos, São Vicente, Cubatão e outras cidades da Baixada Santista.
O jornal tem como editor responsável Jairo Sérgio de Abreu Campos e como diretor de redação Humberto Challoub, sendo publicado pela Enfoque Editora, que pertence ao Grupo Enfoque de Comunicação, fundado em 1990.